# Брусовица
Брусовица — река в России, протекает по территории Приморского района Архангельской области. Длина реки составляет 68 км.
Начинается в глубоком болоте (глубина более 2 метров) к западу от урочища Тёмные Бугры. Течёт сначала на северо-запад по елово-берёзовому лесу, затем на восток по южной окраине обширного болотного массива. Пересекает железнодорожную ветку Обозерская — Архангельск. В низовьях, от устья Малого и моста автодороги М-8, направляется на север. Устье реки находится в 8 км по правому берегу реки Смердье к северо-востоку от пансионата Беломорье. Ширина реки в низовьях — 12 метров, глубина — 1,2 метра, дно — песчаное. Скорость течения воды 0,2 м/с.
Притоки: Малый (пр), Большой (пр), Сторонний (лв), Идоловский (пр), Малая Брусовица (лв).

## Данные водного реестра
По данным государственного водного реестра России относится к Двинско-Печорскому бассейновому округу, водохозяйственный участок реки — Северная Двина от впадения реки Вага и до устья, без реки Пинега, речной подбассейн реки — Северная Двина ниже места слияния Вычегды и Малой Северной Двины. Речной бассейн реки — Северная Двина.
Код объекта в государственном водном реестре — 03020300412103000039388.